# Stubbkvastmossa
Stubbkvastmossa (Dicranum montanum) är en bladmossart som beskrevs av Hedwig 1801. Stubbkvastmossa ingår i släktet kvastmossor, och familjen Dicranaceae. Arten är reproducerande i Sverige. Inga underarter finns listade i Catalogue of Life.